# Stranger comes to town
Stranger comes to town is een studioalbum van Steve Harley. Harley was ooit bekend als zanger van Cockney Rebel, maar gaat in 2010 bijna anoniem door het leven. Hij is echter in 2011 wel gevraagd om mee te doen aan de show From popsinger to operasinger in het Verenigd Koninkrijk. Tussen zijn werkzaamheden door, hij trad in 2010 en 2011 nog op al dan niet met Cockney Rebel, volgde een soloalbum. Het album is opgenomen in de Leeders Farm Residential Studio in Spooner Row, Norfolk. Een van zijn oude Cockney Rebel-begeleiders was ook van de partij: Stuart Elliott. Het theatrale is dan wel weg uit Harley’s muziek; de muziek en zangstem zijn direct te herkennen als Cockney Rebel. 

## Musici
- Steve Harley – zang, akoestische gitaar
- Barry Wickens – viool, altviool, elektrische gitaar
- Lincoln Anderson – basgitaar
- James Lascelles – toetsinstrumenten
- Stuart Elliott – slagwerk

met
- Katie Brine, Robbie Gladwell – achtergrondzang
- Kerr Nice - piano
- koor van plaatselijke school

## Muziek
| Nr. | Titel                                                                            | Duur |
| --- | -------------------------------------------------------------------------------- | ---- |
| 1.  | Faith and virtue (Harley,Wickens)                                                | 4:48 |
| 2.  | Take the men and the horses away (Harley, Wickens, Anderson, Lascelles, Elliott) | 4:09 |
| 3.  | For sale, baby shoes, never worn (Harley)                                        | 4:58 |
| 4.  | Stranger comes to town (Harley)                                                  | 4:10 |
| 5.  | This old man (Harley)                                                            | 5:27 |
| 6.  | True love will find you in the end (Daniel Johston)                              | 3:44 |
| 7.  | No bleeding hearts (Harley)                                                      | 7:04 |
| 8.  | Blinded by tears (Harley, Jim Cregan)                                            | 5:00 |
| 9.  | Before they crash the universe (Harley)                                          | 4:29 |
| 10. | 2000 years from now (Harley, Gladwell)                                           | 5:39 |